# Discografia de Suede
Este anexo lista a discografia da banda Suede.

## Estúdio
| 1993                       | Suede - Lançamento: 29 de Março de 1993 - Gravadora: Nude Records - Formato: CD, LP, CS   | 1  | 23 | —  | — | —  | 28 | 77 | 18 | 7  | 14 | - Ouro    |
| 1994                       | Dog Man Star - Lançamento: 10 de Outubro de 1994 - Gravadora: Nude - Formato: CD, LP, CS  | 3  | —  | —  | — | —  | 39 | —  | —  | 5  | 35 | - Ouro    |
| 1996                       | Coming Up - Lançamento: 2 de Setembro de 1996 - Gravadora: Nude - Formato: CD, LP, CS, MD | 1  | 35 | 39 | 4 | 30 | 27 | 65 | 3  | 1  | 17 | - Platina |
| 1999                       | Head Music - Lançamento: 3 de Maio de 1999 - Gravadora: Nude - Formato: CD, LP, CS, MD    | 1  | 26 | 19 | 3 | 39 | 29 | 56 | 1  | 1  | 25 | - Ouro    |
| 2002                       | A New Morning - Lançamento: 30 de Setembro de 2002 - Gravadora: Columbia - Formato: CD    | 24 | —  | —  | 9 | 68 | 59 | 81 | 6  | 19 | —  |           |
| "—" não chegou às tabelas. |                                                                                           |    |    |    |   |    |    |    |    |    |    |           |

## Compilações
| 1997                       | Sci-Fi Lullabies - Lançamento: 6 de Outubro de 1997 - Gravadora: Nude - Formato: 2CD, CS | 9  | — | 12 | —  | —  | 22 | 16 |
| 2003                       | Singles - Lançamento: 20 de Outubro de 2003 - Gravadora: Columbia - Formato: CD          | 31 | 9 | 35 | 47 | 67 | 14 | —  |
| "—" não chegou às tabelas. |                                                                                          |    |   |    |    |    |    |    |

## Singles
| 1992                       | "The Drowners"         | 49 | —  | —  | —  | —  | —  | —  | —  | —  | — | Suede                 |
| 1992                       | "Metal Mickey"         | 17 | 39 | —  | —  | —  | —  | —  | —  | 33 | 7 | Suede                 |
| 1993                       | "Animal Nitrate"       | 7  | —  | —  | —  | —  | 11 | —  | —  | 21 | — | Suede                 |
| 1993                       | "So Young"             | 22 | —  | —  | —  | —  | 25 | —  | —  | —  | — | Suede                 |
| 1994                       | "Stay Together"        | 3  | —  | —  | —  | —  | 18 | —  | 47 | 10 | — | Não é single do álbum |
| 1994                       | "We Are the Pigs"      | 18 | —  | —  | —  | —  | —  | —  | —  | 34 | — | Dog Man Star          |
| 1994                       | "The Wild Ones"        | 18 | —  | —  | —  | —  | —  | —  | —  | —  | — | Dog Man Star          |
| 1995                       | "New Generation]"      | 21 | —  | —  | —  | —  | 25 | —  | —  | —  | — | Dog Man Star          |
| 1996                       | "Trash"                | 3  | —  | —  | —  | 1  | 19 | 12 | —  | 5  | — | Coming Up             |
| 1996                       | "Beautiful Ones"       | 8  | —  | —  | —  | 6  | —  | —  | —  | 11 | — | Coming Up             |
| 1997                       | "Saturday Night"       | 6  | —  | —  | —  | 7  | —  | —  | —  | 11 | — | Coming Up             |
| 1997                       | "Lazy"                 | 9  | —  | —  | —  | 10 | —  | —  | —  | 19 | — | Coming Up             |
| 1997                       | "Filmstar"             | 9  | —  | —  | —  | 12 | —  | —  | —  | 17 | — | Coming Up             |
| 1999                       | "Electricity"          | 5  | —  | —  | —  | 5  | 18 | 5  | 39 | 13 | — | Head Music            |
| 1999                       | "She's in Fashion"     | 13 | —  | —  | —  | 10 | —  | —  | —  | 59 | — | Head Music            |
| 1999                       | "Everything Will Flow" | 24 | —  | —  | —  | 20 | —  | —  | —  | 55 | — | Head Music            |
| 1999                       | "Can't Get Enough"     | 23 | —  | —  | —  | —  | —  | —  | —  | —  | — | Head Music            |
| 2002                       | "Positivity"           | 16 | —  | 13 | 1  | 15 | 44 | 15 | —  | 32 | — | A New Morning         |
| 2002                       | "Obsessions"           | 29 | —  | —  | —  | —  | —  | —  | —  | —  | — | A New Morning         |
| 2003                       | "Attitude"             | 14 | —  | —  | 15 | —  | 50 | —  | —  | —  | — | Singles               |
| "—" não chegou às tabelas. |                        |    |    |    |    |    |    |    |    |    |   |                       |

## Vídeos
| Ano  | Detalhes |
| ---- | --- |
| 1993 | Love and Poison - Lançamento: 1993 - Gravadora: Sony/SMV Enterprises - Formato: VHS                                 |
| 1997 | Introducing the Band - Lançamento: 16 de Setembro de 1997 - Gravadora: Music Video Distributors - Formato: VHS, DVD |
| 2002 | Lost in T.V. - Lançamento: 14 de Maio de 2002 - Gravadora: Sony International - Formato: DVD                        |